# Міклош Варга
Міклош Варга (угор. Varga Miklós; 26 серпня 1987, Дебрецен) — угорський боксер, призер чемпіонатів Європи.

## Аматорська кар'єра
Міклош Варга 2005 року вперше став чемпіоном Угорщини у напівлегкій вазі. У 2006, 2007, 2008, 2009, 2010, 2012 та 2013 роках був чемпіоном у легкій вазі.
На чемпіонаті світу 2005 у напівлегкій вазі програв у першому бою.
На чемпіонаті Європи 2006 у легкій вазі програв у першому бою Вазгену Сафарянцу (Білорусь).
На чемпіонаті світу 2007 програв у першому бою.
Кваліфікувався на Олімпійські ігри 2008. На Олімпіаді програв у першому бою Мерею Акшалову (Казахстан) — 3-12.
На чемпіонаті Європи 2008 завоював бронзову медаль.
- В 1/8 фіналу переміг Рудольфа Діді (Словаччина) — AB 3
- У чвертьфіналі переміг Кобу Пхакадзе (Грузія) — 8-6
- У півфіналі програв Леоніду Костильову (Росія) — 2-11

На чемпіонаті світу 2009 програв у першому бою Євгену Бурхарду (Німеччина).
На чемпіонаті Європи 2010 програв у другому бою. На чемпіонаті Європи 2011 програв у першому бою.
На чемпіонаті світу 2011 переміг трьох суперників, а у чвертьфіналі програв Доменіко Валентіно (Італія).
На Олімпійських іграх 2012 програв у першому бою Евальдасу Петраускасу (Литва) — 12-20.
На чемпіонаті Європи 2013 Міклош Варга отримав другу бронзову медаль.
- В 1/8 фіналу переміг Матеуша Польського (Польща) — 2-1
- У чвертьфіналі переміг Донато Косенца (Італія) — 3-0
- У півфіналі програв Вазгену Сафарянцу (Білорусь) — 0-3

На чемпіонаті світу 2013 програв у другому бою.
На Європейських іграх 2015 програв у другому бою Соф'яну Уміа (Франція).